# Indira Páez
Indira Páez (Puerto Cabello, 19 de febrero de 1968) es una escritora y dramaturga venezolana. Se dedica a escribir telenovelas y obras de teatro. Vive en Miami desde enero de 2008. Ganadora de un Premio Municipal de Teatro (Caracas) por su obra Crónicas desquiciadas (2002) e igualmente ganadora de un Premio Emmy como coescritora de la serie para televisión Gabriel, amor inmortal, galardón que otorga la Academia Nacional de las Artes y Ciencias de la Televisión de los Estados Unidos (2009). 
En abril de 2021 publicó un libro de crónicas humorísticas semiautobiográficas llamado MORIR DE HUMOR.  
En junio de 2022 ganó el PREMIO INTERNACIONAL DE POESÍA DE LA CIUDAD DE LAS PALMAS DE GRAN CANARIAS en su edición número 25 con su libro POEMARIA. 

## Televisión
Páez ha sido libretista en su país de origen (Venezuela) de los programas televisivos
Flash (Televén, 1998-1999),
Juana la Iguana (1997-1999),
La casa de Rebecca (2000).
y ha sido autora de los unitarios
Mientras pueda soñar (2000),
Cinco pa’ las doce (2001) y
A que no me conoces (2002), junto a Doris Seguí y Mariana Reyes.
Ha sido dialoguista de telenovelas como Las amazonas (1999), de César Miguel Rondón (adaptación), Amantes de luna llena (2000) bajo la tutela de Leonardo Padrón, y Lejana como el viento (2001), con César Sierra. En RCTV formó parte del personal de escritores, participando en las telenovelas Mi gorda bella (2002) junto a Rossana Negrín y Qué buena se puso Lola (2003) bajo la égida de José Manuel Peláez. En Venevisión dio forma a la idea original de la telenovela Se solicita príncipe azul (2005). Fue la libretista y conductora del programa de variedades Novatas (2007) para Canal I, una producción nacional independiente de La Fábrica. En el año 2008 llega a Miami y trabaja como coescritora de la miniserie para televisión Gabriel, amor inmortal, creada por Raúl Alarcón y Agustín para Mega TV. La miniserie fue transmitida en diez capítulos y protagonizada por Chayanne.
En el 2009 trabajó para Discovery Network Latinoamérica en el desarrollo de diversos guiones para la fuerza de ventas.
A finales de 2009 se hace merecedora del premio Emmy (Capítulo Suncoast Regional) como coescritora de Gabriel, amor inmortal
En el 2010 comienza a trabajar con la productora Get Real Films en el desarrollo del contenido de varios documentales temáticos.
Trabajó como directora de contenidos de la página web de entretenimiento www.YessYouToo.com
A partir de 2010 trabaja como Multiplattform Story Teller Writer en Telemundo Network, desarrollando contenido para diversas plataformas digitales.
Asimismo, ha sido libretista de las telenovelas de Telemundo Relaciones peligrosas (Roberto Stopello, 2012) y Rosa diamante (Sandra Velasco, 2012).
Desde 2012 y hasta 2018 fue parte del equipo de SEÑORA ACERO de la mano de Roberto Stopello.
Fue Vicepresidente de Desarrollo de Sony Pictures Television para Latinoamérica y US Hispanic desde 2019 hasta 2021.
Actualmente maneja su empresa LETRAS INC, que se dedica al desarrollo y venta de contenidos para televisión tanto en el área de dramáticos como en el área de entretenimiento. 

## Teatro
Se formó como actriz con Enrique Porte en el Taller del Actor. Actuó en los montajes El David roto (Dir. César Rojas), Ángeles y arcángeles (Dir. José Simón Escalona), City Tour en Noche de Estrellas: Calígula (Dir. Elio Palencia), Detrás de la avenida (Dir. Daniel Uribe), Urbe: anatomía de un viaje (Dir. Marco Purroy), y La princesa triste (Dir. Oscar Gil). Autora del cuaderno de poesía Poemaria (1995), del libro de texto Historia del Arte y la Civilización (IUDET, 1994) y de varias obras teatrales: La princesa triste (1996), Había una vez un teatro (1997), Primero muerta que bañada en sangre (1998) con la que ganó una Mención Especial por Dramaturgia en la décima edición del premio Marco Antonio Ettedgui, Esperanza inútil en compañía de Dairo Piñeres (1999) por la cual recibió una nominación al Premio Nacional del Artista 1999, como Dramaturga. En 1999 obtuvo el Premio del Teatro Infantil Nacional (TIN) como mejor dramaturga por su obra Fabricantes de sueños, escrita junto a su hermana Amaris Páez. En octubre del 2001 estrenó su cuarto montaje infantil: Oriana en la Luna, con música de Frank Quintero, nominada al Premio TIN 2001 como mejor texto infantil. En julio de 2002 se estrenó Crónicas desquiciadas, ganadora de una mención especial en el concurso de dramaturgia Marita King y del Premio Municipal de Teatro 2002 como mejor obra. En noviembre de ese mismo año, se estrenó Locas, trasnochadas y melancólicas, con una temporada que alcanzó más de cuatro mil espectadores. En abril de 2003 asistió al estreno de Crónicas desquiciadas en Nueva York, en presentación bilingüe a cargo de Water People Company. La pieza fue seleccionada para participar en el Fringe Festival y ha sido estrenada además en Miami (2004), Madrid y Barcelona (España, 2007). En julio de 2003 se estrena en Caracas Amanecí como con ganas de morirme, a cargo de Water People Theatre Company y con las actuaciones de Rebeca Alemán, Ana María Simon y Martín Brassesco. En el 2004, la obra repite temporada en Caracas y se presenta en Chicago y Nueva York con gran éxito de crítica y público. Se ha mantenido desde entonces en cartelera en varias capitales del mundo y se estrenará próximamente en Miami. Ha escrito además las obras Sólo agregue agua y es coautora junto a Catherina Cardozo de la obra De velo y corona, estrenada en febrero de 2007 con Ana María Simon, Mónica Pasqualotto y Catherina Cardozo. En esta oportunidad Páez además dirigió el montaje. Luego vino el éxito teatral Angustias de la mediana edad, estrenada en Caracas el 5 de julio de 2007, bajo la dirección de Sebastián Falco, con excelente recibimiento por parte de la crítica y del público. Ese mismo año obtuvo el premio Monteavila para autores inéditos por Crónicas desquiciadas, obra que fue publicada por Monteavila Editores Latinoamérica a principios de 2008.
En Miami, ciudad donde reside actualmente, estrenó, el 14 de noviembre de 2008, el café concert Mujeres de par en par, bajo la dirección de Juan David Ferrer y con la producción de Beatriz Urgelles. El espectáculo tuvo gran éxito de público y crítica y fue reseñado como uno de los mejores espectáculos del año. La pieza fue estrenada en Caracas en julio de 2009 bajo la dirección de Daniel Uribe y con la producción de Amaris Páez.
En marzo de 2009 se estrenó en Miami Amanecí como con ganas de morirme, en el Teatro Abanico y bajo la dirección de Juan David Ferrer.
En septiembre de 2009 vuelve a la cartelera caraqueña el musical infantil El circo de los sueños, bajo la dirección de Dairo Piñeres.
En octubre de 2009, publicó con Lulu.com una recopilación de textos teatrales llamada Mujer tenía que ser: el teatro de Indira Páez.
Ese mismo mes se estrena en Miami Sonrisa vertical, con la actriz argentina Laura Ferretti, el actor invitado Esteban Villarreal y la dirección de David Chacón.
En el 2010 volvió a la escena miamense Mujeres de par en par con gran éxito de público, esta vez en El bar de teatro para todos con actrices de la talla de Laura Termini, Angelica Celaya , Marisol Calero entre otras.. Allí se ha mantenido en cartelera hasta la actualidad. En el 2012 estrenó Hombres de bar en bar con gran éxito de público y crítica por su montaje y la actuación de la actriz venezolana radicada en Miami Laura Termini. En marzo de 2013 se estrenó en Miami Primero muerta que bañada en sangre.
En el 2015 Angustias de la mediana edad es reestrenada en Caracas en el Teatro Santa Fe bajo la dirección del joven director Alejandro Bello, quien también realiza uno de los personajes junto a la primera ganadora del concurso chica htv, Andrea Urribarrí.  también conforman el elenco la actriz Kenia Carpio y la actriz y vocalista de la banda Le Folle, Mayte Folle.
Su obra NI TAN DIVAS NI TAN MUERTAS fue estrenada en Miami en el año 2014. 
Su obra Mujeres de par en Par ha sido interpretada alrededor del mundo después de su éxito en taquilla con figuras como Laura Termini , Marisol Calero,Angelica Celaya entre otras.
Su obra Hombres de Bar en Bar con un elenco de estrellas liderado por la actriz e influencer Laura Termini, Gabriel Porras , Mauricio Renteria, Ariel Texido entre otros, estuvo un año agotado en cartelera en la ciudad de Miami.
En 2018 se estrenó el monólogo ACTÚA NORMAL, interpretado por ANA MARÍA SIMÓN.
En 2021 se estrenó DE CARNE Y HUESO, LA CANTINA DEL DESPECHO, una bohemia con textos de su libro MORIR DE HUMOR, con la actuación de Marisol Correa y Laura Termini.
Indira Páez se graduó de Licenciada en Artes Escénicas en la Universidad Central de Venezuela con una mención de honor y dio clases de Historia del Arte y la Civilización, Socio antropología del Teatro, y Metodología de la Investigación en el Instituto de Teatro de Caracas durante años. 
Es una de las voces más importantes de la dramaturgia femenina en Venezuela y sus obras de teatro han sido representadas en escenarios internacionales, incluyendo el Fringe Festival de Nueva York. 

Como dramaturga, Páez escribe desde aspectos que tienen que ver con la realidad histórica y política y su contexto, logrando personajes profundos que hablan desde sus miserias y sus virtudes.

## Obras de teatro
Se menciona al director del primer montaje de cada texto.
- La princesa triste (1996). Dirigida por Oscar Gil.
- Había una vez un teatro (1997). Dirigida por Indira Páez.
- Primero muerta que bañada en sangre (1998). Dirigida por Dairo Piñeres, Daniel Uribe y Oscar Gil.
- Esperanza inútil (1998). Coescrita con Dairo Piñeres. Dirigida por Oscar Gil.
- Fabricantes de sueños (1999). Coescrita con Amaris Páez. Dirigida por Oscar Gil.
- Oriana en la Luna (2001). Dirigida por Dairo Piñeres.
- Crónicas desquiciadas (2002). Dirigida por Dairo Piñeres.
- Amanecí como con ganas de morirme (2003). Dirigida por Mario Sudano.
- Locas, trasnochadas y melancólicas (2003). Dirigida por Dairo Piñeres.
- De velo y corona (2007). Coescrita con Catherina Cardozo y dirigida por Indira Páez.
- Angustias de la mediana edad (2007). Dirigida por Sebastián Falco.
- Mujeres de par en par, recopilación de textos. (Miami, 2009). Dirigida por Juan David Ferrer
- Sonrisa vertical (Miami, 2010). Protagonizada por Laura Ferretti y dirigida por David Chacón.
- Hombres de bar en bar (Miami, 2012). Dirigida por Leandro Fernández

## Las actrices de Indira
Dado que la mayor parte de los personajes escritos por Páez son mujeres, reconocidas actrices venezolanas han participado en estos montajes. Entre ellas se encuentran: Ana María Simon, Rebeca Alemán, Catherina Cardozo, Mónica Pasqualotto, Nohely Arteaga, Mirtha Pérez, Lourdes Valera y Daniela Bascopé, entre muchas otras.
En Miami ha trabajado en varias oportunidades con Laura Términi, Sandra Velasco, Marisol Calero, Rosalinda Rodríguez, Marisol Correa, Vivian Ruiz y muchas otras.

## Impresos, radio, producción
Páez ha sido articulista de las revistas venezolanas Impacientes, El Chunche magazine, 40 semanas y AXV (órgano divulgativo de la fundación Artistas por la Vida). Condujo durante dos años y junto a su esposo Frank Quintero un programa radial diario llamado A simple vista a través de 88.1 FM. Se ha desarrollado también como productora: Es directora de IQ PRODUCCIONES C.A., empresa organizadora de espectáculos desde 2004, que tiene en su haber la organización de los Encuentros Internacionales de Batería en Caracas (tres ediciones, 2005, 2006, 2007), el espectáculo Frank Quintero: celebración, 35 años de música en el Poliedro de Caracas, 15 de noviembre de 2006, las obras de teatro De velo y corona y Angustias de la mediana edad, y el disco De vuelta a la calle del atardecer. En Miami, registró recientemente IQ PRODUCTIONS, LLC con el fin de promover espectáculos musicales y teatrales en la ciudad.
Fue editora de la prestigiosa publicación TARGET STYLE, editada por Nancy Clara y perteneciente al grupo HISPANIC TARGET.
Fue columnista fija de la revista SEXO SENTIDO (Caracas).
Fue directora de contenidos de la página web www.YessYouToo.com

## Premios, Publicaciones y reconocimientos
- 1998: Premio Marco Antonio Ettedgui, Mención Especial Dramaturgia por Primero muerta que bañada en sangre
- 1999: Premio TIN (Teatro Infantil Nacional) como coautora de Fabricantes de sueños, junto a Amaris Páez
- 2001: Premio Marita King, Mención Especial por Crónicas desquiciadas
- 2002: Premio Municipal de Teatro a la mejor obra por Crónicas desquiciadas
- 2007: Premio Monteávila Editores de Autores Inéditos por Crónicas desquiciadas
- 2008: Se Publica la obra Crónicas desquiciadas, Edit. Monteávila Editores Latinoamérica
- 2008: Publicación Independiente de Mujer tenía que ser: el teatro de Indira Páez. Lulú Edit.
- 2009: Publicación del libro para niños Los poderes de Oriana, Camelia Ediciones.
- 2009: Premio Emmy, Suncoast Regional Chapter como coescritora de Gabriel, amor inmortal, junto a Agustín.

•	2015: Premio AIPE de la Asociación Internacional de Periodistas de Espectáculos (AIPE) por su contribución a la difusión de la cultura Hispana. 
•	2021: Mención Especial “Libro de Humor” para MORIR DE HUMOR, Latin Golden Awards. 
•	2022: Premio Internacional de Poesía “Ciudad de Las Palmas de Gran Canaria” en su edición número 25 con el libro POEMARIA. 